# Per Götrek
Anders Peter (Per) Götrek, ursprungligen Godlund, född 8 mars 1798 i Linköping, död 6 december 1876 i Karlskrona, var en svensk bokhandlare och kommunistisk skriftställare som är mest känd för att ha gjort den första svenska översättningen av Det kommunistiska manifestet. Per Götrek var kristen och för honom var kommunismen att jämställa med kristendomens ursprungliga läror. Götrek var dessutom nykterist och vegetarian.

## Biografi
Götrek hette ursprungligen Godlund, men antog som student namnet Götrek. Efter studier i Uppsala  kallade han sig magister och ägnade sig åt privatundervisning i språk, bokhålleri, snabbskrift med mera, från 1820-talet till 1851 huvudsakligen i Stockholm, där han tillika bedrev antikvarisk bokhandel i förening med lånbibliotek och ett så kallat skillingslotteri. 1824–1825 utgav han den vittra tidskriften Brage och från januari 1827 en politisk nyhets- och annonstidning, Stockholms Mercurius, som 1828 indrogs av hovkanslern, men fortsatte under annat namn och med annan utgivare fram till 1830.
Götrek utgav 1831 Framtidens religion, uppenbarad af Saint-Simon (ny upplaga 1833 under titeln Saint-Simons religions-lära), men övergick sedan till Cabet, av vars skrifter han 1846 utgav ett urval under titeln Upplysningar om kommunismen. Mot Fourier riktade han 1847 sin märkligaste småskrift, Om proletariatet och dess befrielse genom den sanna kommunismen. Vid denna tid samlades kring Götrek en liten skara troende, huvudsakligen unga arbetare, som praktiserat inom sina yrken i Frankrike, och ”kommunisten vid Järntorget” har för den skull i senaste tid framdragits ur glömskan som ett slags föregångsman för svensk ungsocialism och syndikalism.
1848 publicerade Götrek sin översättning av Det kommunistiska manifestet, samma år som det tyska originalet publicerades. Götreks version bar titeln "Kommunismens röst" och skilde sig på några punkter från originalet, till exempel är devisen "Proletärer i alla länder, förenen eder!" ersatt med "Folkets röst är Guds röst".
Ett årtionde förut hade han visat ett intresse för processen mot Anders Lindeberg, vilket bevarat hans minne i det bevingade ordet: ”Låt dem bara ta hufvudet, det gör så godt”. En avrättning för majestätsförbrytelse skulle nämligen, enligt Götreks mening, stärka oppositionen mot Karl XIV Johan. Götreks propaganda saknar annars större betydelse för senare samhällsrörelser i Sverige. Märkligare var han som stenograf och han utvecklade en betydande verksamhet inom sin tids folkbildningssträvanden, i både Stockholm och Karlskrona.
Från 1824 var han gift med Sofia Charlotta Tidström, änka efter Johan Conrad Preumayr.

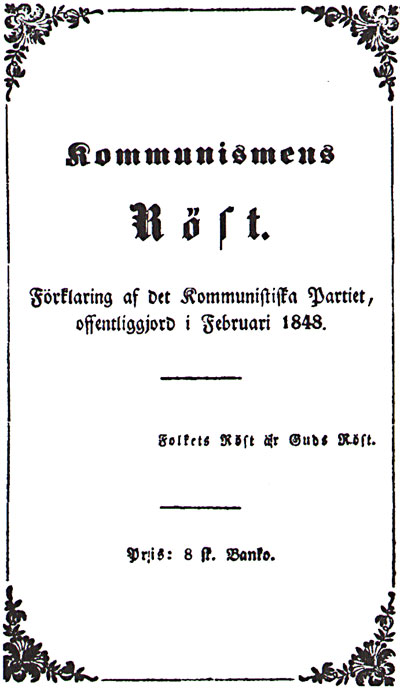
Titelblad till Kommunismens röst, Götreks utgåva av Det kommunistiska manifestet.